# Argia lilacina
Argia lilacina é uma espécie de artrópode odonato, mais especificamente de libélula, pertencente à família dos cenagrionídeos (Coenagrionidae). Foi descrita por Edmond de Sélys Longchamps em 1865.

## Etimologia
O nome vernáculo libélula deriva do latim científico libellula, diminutivo do latim clássico libēlla, -ae, com o sentido de "prumo", "nível" ou "moeda de prata", por sua vez derivado do diminutivo de libra, -ae, que significa "balança". O nome faz alusão ao voo do inseto, que se mantém equilibrado no ar, pairando. Foi registrado em 1899 sob a forma libéllula.

## Descrição
Espécies pertencentes à família dos cenagrionídeos (Coenagrionidae) possuem dimorfismo sexual, com os machos geralmente a apresentar cores brilhantes, enquanto as fêmeas cores crípticas. Machos e fêmeas de Argia lilacina medem entre trinta e trinta e cinco milímetros de comprimento total. O tórax exibe tonalidade lilás claro sobre faixa dorsal preta, e as asas são transparentes, sem manchas distintas.

## Distribuição e habitat
Argia lilacina é uma espécie neotropical e habita uma ampla variedade de habitats, como riachos e áreas úmidas nos biomas Cerrado, Chaco, Amazônia, Caatinga e Pampa. Ocorre na Argentina (Misiones) e Brasil (Alagoas, Bahia, Ceará, Espírito Santo, Goiás, Maranhão, Mato Grosso, Mato Grosso do Sul, Minas Gerais, Piauí, Rio de Janeiro, Rio Grande do Sul, São Paulo e Tocantins). Em termos hidrológicos, consta nas sub-bacias do Araguaia, do Doce, do Grande, do Guaíba, do Ibicuí, do Itapecuru, do Itapecuru-Paraguaçu, do litoral do Ceará, Piauí, Espírito Santo e Rio de Janeiro, do Paraguai 01, 02 e 03, do Paranaíba, do Paraná RH1, do Paraíba do Sul, do Baixo Parnaíba, do Alto, Médio e Baixo São Francisco, do Tietê, do Tocantins Alto e do Xingu. Em Minas Gerais, particularmente, foi registrada em riachos de áreas de Cerrado próximas à Serra da Canastra. Segundo o Global Biodiversity Information Facility (GBIF), há registros do início do século XX de avistamentos no Paraguai.

## Conservação
A União Internacional para a Conservação da Natureza (UICN) classifica Argia lilacina como pouco preocupante (LC), pois a espécie tem ampla distribuição, não há grandes ameaças conhecidas que afetem sua população. Em 2018, foi classificada como pouco preocupante (LC) no Livro Vermelho da Fauna Brasileira Ameaçada de Extinção do Instituto Chico Mendes de Conservação da Biodiversidade (ICMBio). No Brasil, está presente em várias áreas de conservação: a Estação Ecológica Serra Geral do Tocantins (ESEC Serra Geral do Tocantins), o Parque Nacional da Chapada Diamantina (PARNA Chapada Diamantina), o Parque Nacional da Chapada dos Veadeiros (PARNA Chapada dos Veadeiros), o Parque Nacional de Ubajara (PARNA Ubajara), a Área de Proteção Ambiental de Piracicaba-Juqueri Mirim - Área I (APA Piracicaba Juqueri Mirim Área I), a Área de Proteção Ambiental Cachoeira das Andorinhas (APA Cachoeira das Andorinhas), a Área de Proteção Ambiental da Chapada dos Guimarães (APA Chapada dos Guimarães), a Área de Proteção Ambiental de Pouso Alto (APA Pouso Alto), a Estação Ecológica de Jataí (ESEC Jataí), a Floresta Estadual Edmundo Navarro de Andrade (Floresta Estadual Edmundo Navarro de Andrade), o Parque Natural Municipal das Andorinhas (Parque Natural Municipal das Andorinhas), a Reserva Particular do Patrimônio Natural Granja São Roque - Reserva do Paredão (RPPN Granja São Roque - Reserva do Paredão), a Reserva Particular do Patrimônio Natural Reserva Ecológica da Mata Fria (RPPN Reserva Ecológica da Mata Fria).